# Дэвенпорт, Рой Милтон
Контр-адмирал Рой Мильтон Дэвенпорт (англ. Roy Milton Davenport) (18 июня 1909 — 24 декабря 1987) — офицер ВМС США. Он первый и единственный моряк, награждённый пятью военно-морскими крестами (вторая по значимости американская награда за доблесть). Эти награды он получил в ходе службы командиром подлодки на Тихом океане в годы Второй мировой войны.
Дэвенпорт участвовал в десяти подводных патрулях, в шести он командовал подлодками. Во время этих шести патрулей, командуя подлодками класса «Гато»: USS Haddock и USS Trepang он получил пять военно-морских крестов, две медали «Серебряная звезда», две похвальные медали флота и корпуса морской пехоты, боевую ленточку и похвальную ленточку военно-морской части. Кроме ещё девяти дополнительных военных нагард он получил значок боевого подводного патруля с двумя серебряными звёздочками (за десять военных патрулей). Эти награждения задокументированы в его автобиографии Clean Sweep, 1986 года.
Дэвенпорт был студентом богословия и получил прозвище «молящийся капитан» и получил известность за смелые атаки против японских кораблей, часто проводил их в надводном положении для получения дополнительной скорости. В ходе второй мировой войны он потопил 17 японских кораблей и повредил 10, но это число было сокращено до восьми послевоенной комиссией JANAC. Он не потерял ни одного человека из своих команд, экипажи под его командованием избежали многих опасностей. Свой успех он приписывал религиозной вере.

## Биография
Родился в г. Канзас-сити, штат Канзас и вырос в Мидвесте. В июне 1933 года он закончил военно-морскую академию США и получил звание энсайна. В 1935 году он женился на Джейн Андре Горхам, брак продлился 52 года. У них были две дочери: Делия (по мужу) Грюинг и Бонни (по мужу) Бихр. Первое боевое назначение Дэвенпорт получил на линкор «Техас». На следующий год он окончил школу подводников в новом Лондоне, штат Коннектикут и получил временное назначение на учебный корабль R-2, пока на восточное побережье не прибыл корабль «Кашалот» для замены двигателя. Проведя некоторое время на Панаме Дэвенпорт в июне 1939 года прибыл на Пёрл-Харбор.
В 1941 году служил на подлодке USS Silversides как исполнительный офицер под командованием лейтенанта коммандера Крида Берлингема. После четырёх патрулей Берлингем рекомендовал Дэвенпорта на пост капитана.
Несколько раз подлодки Дэвенпорта едва избегали гибели. Однажды японский самолёт сбросил три бомбы прямо на подлодку USS Silversides. Подложка избежала гибели, хотя в ходе бегства у неё заклинило рули глубины, и лодка ушла на глубину большую предельной. В последний момент Дэвенпорт выдернул шплинт, что позволило лодке выровняться, избежав затопления. В другой раз торпеда наполовину застряла в торпедном отсеке, что потребовало её перезапуска, в противном случае она могла бы потопить лодку. В третий раз Дэвенпорту пришлось силой отнять пистолет у пьяного помощника артиллериста, который посчитал что его обжулили при игре в кости. Матрос покинул лодку в смирительной рубашке.
Дэвенпорт принял подлодку USS Haddock (SS-231), сменив на посту капитана Арта Тейлора, освобождённого от должности по приказу адмирала Роберта Инглиш за распространение «подрывной литературы» (поэмы, критикующей Инглиша и его штаб). На борту «Хаддока» Дэвенпорт предпринял три успешных патрулирования. В ходе первого патруля Дэвенпорт отправился к островам Палау, где утопил два корабля Toyo Maru и Arima Maru, на 9.200 тонн (затопления подтверждены). Но ему не удалось подойти ближе чем на 11 км к японским авианосцам Хиё и Дзюнъё. После 39 дней в море «Хэддок» вернулся для перестройки дефектной боевой рубки. Она представляла смертельную опасность для корабля, поскольку на глубине более 415 футов чуть было не взорвалась. Чтобы спасти лодку Дэвенпорт закрыл люк при помощи молотка. Боевая рубка выдержала и корабль был спасён.
Во время второго патруля Дэвенпорт снова вернулся на Палау, где потопил 5.533-тонный «Сайпан-мару». 26 июля 1943 подлодка выпустила 15 торпед Мark XIV в четырёх атаках на расстоянии 1.800 и 3.700, Дэвенпорт предполагал, что добился одного попадания. Командование, предполагая что Дэвенпорт утопил одно судно в 10.900 тон и повредил другое в 35.000 тонн и вручило ему его первый военно-морской крест. Впоследствии результат был переоценён и составил 5.500 тонн.

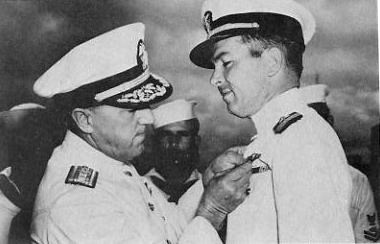
Командующий подводными силами на Тихом океане вице-адмирал Чарльз А. Локвуд награждает Дэвенпорта медалью «Серебряная звезда» on Davenport aboard the U.S.S. Silversides

В августе 1943 Дэвенпорт был отправлен на острова Трук. За 27-дневное патрулирование он получил свой второй военно-морской крест. 15 сентября выпустил четыре торпеды по судну и заявил о двух попаданиях и пожаре, охватившем цель. Несмотря на это судно пошло на таран, что вынудило Дэвенпорта выпустить ещё две торпеды «прямо в горло». 20 сентября Дэвенпорт наткнулся на большой танкер «Tonan Maru II» в 19.000 тонн и выпустил шесть торпед с расстояния в 3.400 м, заявив «как минимум о трёх попаданиях». В ночь с 21 на 22 сентября Дэвенпорт атаковал другое судно, выпустив две торпеды с расстояния в 2.700 м, которые прошли мимо цели. 23 сентября он выпустил ещё восемь торпед, заявив о трёх попаданиях.
В ходе третьего патруля он утопил три судна всего в 39.200 тонн. В октябре Дэвенпорт вышел из Пёрл-Харбора и отправился на Трук на новое 27-дневное патрулирование. 1-2 ноября он с поверхности атаковал грузовое судно и транспорт для перевозки войск, выпустив четыре торпеды по грузовому судну с расстояния в 2.800 м и одну по транспорту с расстояния в 3.790 м. Грузовик затонул тотчас, а транспорт, охваченный огнём, скрылся. На следующую ночь Дэвенпорт повстречавшись с тремя японскими эсминцами, выпустил по одному из них четыре торпеды с расстояния в 1.800 м. Согласно его заявлению одна из торпед угодила в середину корпуса и эсминец затонул. Наконец в ночь с 5 на 6 ноября Дэвенпорт обнаружил два танкера и выпустил в каждый по три торпеды из носовых аппаратов с расстояния в 2.700 м и все четыре торпеды из кормовых аппаратов по эскорту. Все кормовые торпеды прошли мимо цели, но Дэвенпорт сообщил о попаданиях в оба танкера. После перезарядки он выпустил ещё по две торпеды в каждый танкер и заявил, что оба танкера затонули. В ходе второго патруля на Труке Дэвенпорт пустил ко дну пять судов в 32.600 тон, включая эскортный корабль, и повредил одно судно в 4.000 тонн. Тем не менее, послевоенная комиссия JANAC не подтвердила попадания Дэвенпорта, а он в свою очередь, поддержанный своими старшими офицерами считал, что японцы пытались обмануть союзников будто танкеры остались на службе.

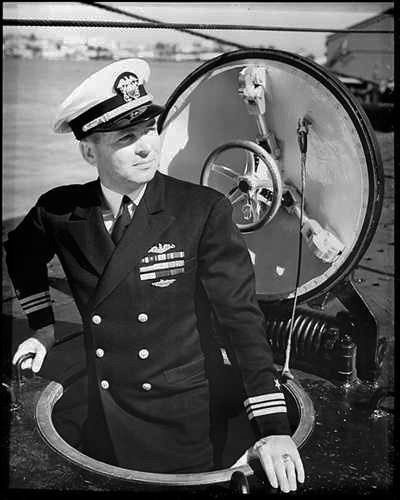
Лейтенант-коммандер Дэвенпорт

Впоследствии «по собственной просьбе» Дэвенпорт отправился в отпуск. «Хэддок» перешёл под командование капитана Рича. Дэвенпорт принял новую подлодку «Трепанг» класса «Балао». 30 сентября 1944 близ острова Хонсю Дэвенпорт выпустил шесть торпед по двум большим танкерам, большому грузовому судну и по эскорту, заявив о попадании в танкер. JANAC подтвердила только затопление 750-тонного грузового судна 'Taknuan Maru'.
После шторма Дэвенпорт в ночь с 10 на 11 октября обнаружил конвой из двух танкеров и эскортного корабля. Он выпустил торпеды из четырёх кормовых аппаратов и заявил о трёх попаданиях, что не было подтверждено японцами. Следующей ночью Дэвенпорт выпустил четыре торпеды в японский десантный корабль и по своим предположениям не попал. После войны ему было приписано затопление 1000-тонного транспорта № 5. В ночь с 12 на 13 октября, находясь в 19 км от Ирозаки, Дэвенпорт обнаружил на радаре два корабля. Сначала он полагал, что это авианосцы, потом что это линкоры, сопровождаемые эсминцами. Он выпустил все шесть торпед из носовых аппаратов по «линкору». Дэвенпорт заявил о попадании в эсминец, предположив, что тот затонул немедленно и по меньшей мере попадании в один «линкор». Затем Дэвенпорт развернул лодку и выпустил все оставшиеся из всех четырёх кормовых аппаратов по другому «линкору», но все торпеды прошли мимо цели. Вернувшись в Маджуро, он узнал, что утопил три судна в 22.300 тонны и повредил линкор в 29.300 тонны класса Ямаширо, за что его наградили четвёртым военно-морским крестом.
Во время следующего патруля в Лусонском проливе Дэвенпорт возглавил «волчью стаю» под названием «рейнджеры Роя» (Roy’s Rangers), состоявшую из «Трепанга», «Сегундо» под командованием Джеймса Фулпа и «Рейзорбэк» под командованием Чарльза Брауна. Всего он выпустил 22 торпеды, заявив о затоплении четырёх судов в 35 тыс. тонн, но после войны это число было снижено до трёх в 13.000.
После этого патруля, ставшего для него десятым, Дэвенпорт попросил о переводе на береговую службу и стал инструктором-инженером в военно-морской академии в Аннаполисе. Он был самым награждённым подводником за исключением награждённых медалью Почёта (как например Дик O’Кейн).
В 1954 году популярная телепрограмма This Is Your Life (ведущий Ральф Эдвардс) рассказала о службе Дэвенпорта в ходе войны. Были приглашены близкие родственники Дэвенпорта и участники его походов. Двоюродный брат Дэвенпорта председатель Объединённого комитета начальников штабов генерал Максвелл Тейлор не появился на передаче.
Дэвенпорт скончался в рождественский сочельник 1987 года в возрасте 78 лет.

## Награды (неполный список)
| Золотая звезда повторного награждения · Золотая звезда повторного награждения · Золотая звезда повторного награждения · Золотая звезда повторного награждения | Военно-морской крест с четырьмя золотыми 5/16 дюймовыми звёздами повторного награждения               |
| Золотая звезда повторного награждения | Серебряная звезда с золотой 5/16 дюймовой звездой повторного награждения                              |
| Золотая звезда повторного награждения | Похвальная медаль ВМС и Корпуса морской пехоты с золотой 5/16 дюймовой звездой повторного награждения |
| | Боевая ленточка                                                                                       |
| Бронзовая звезда за службу · Бронзовая звезда за службу | Военно-морская Президентская благодарность подразделению с двумя бронзовыми 3/16 звёздами за службу   |
| Бронзовая звезда за службу | Медаль «За защиту Америки» с пряжкой Base                                                             |
| | Медаль «За Американскую кампанию»                                                                     |
| Серебряная звезда за службу · Серебряная звезда за службу | Медаль «За Азиатско-тихоокеанскую кампанию» с 10 звёздами за службу                                   |
| | Медаль «За службу национальной обороне»                                                               |
| | Медаль «За службу в Корее»                                                                            |
| | Медаль «За освобождение Филиппин»                                                                     |
| | Медаль «За службу ООН в Корее»                                                                        |

## Наградные записи
Запись к первому кресту:

За выдающийся героизм на посту командира американской подлодки в ходе действий против враждебных японских сил на Тихом океане. Во время многочисленных опасных патрулей в кишащих силами противника водах лейтенант-коммандер Дэвенпорт с мужественной и хладнокровной решимостью доводил свои атаки до конца. Несмотря на активное и постоянное вражеское сопротивление ему удалось потопить вражеских судов с общим водоизмещением в 10.500 тонн и повредить судов с общим водоизмещением в 35.500 тонн. Его агрессивный боевой дух, выдающееся лидерство и великолепная эффективность людей под его командой внесли неоценимый вклад в успех наших операций в этой жизненно важной области и поддержали высочайшие традиции военно-морской службы США.
Оригинальный текст (англ.)
«For extraordinary heroism as Commanding Officer of a United States Submarine during operations against enemy Japanese forces in the Pacific Area. Throughout numerous hazardous war patrols in enemy-infested waters, Lieutenant Commander Davenport pressed home his attacks with cool and courageous determination and despite intense and persistent hostile opposition, succeeded in sinking over 10,500 tons of enemy shipping and damaging over 35,500 tons. His aggressive fighting spirit, inspiring leadership and the splendid efficiency of the men in his command contributed immeasurably to the success of our operations in this vital area and were in keeping with the highest traditions of the United States Naval Service.»

Запись ко второму кресту:

За выдающийся героизм на посту командира американской подлодки во время её участия в наступательном и успешном патруле против враждебных японских сил на Тихом океане. Действуя в присутствии устрашающего количества противолодочных кораблей, лейтенант-коммандер Дэвенпорт довёл до конца серию энергичных и настойчивых атак приведших к потоплению или повреждению существенного вражеского тоннажа. Несмотря на резкие контрдействия противника, он провёл свой корабль и экипаж через множество опасных сражений без потери в жизнях или повреждений корабля. Его искусное командование и хладнокровное мужество перед лицом большой личной опасности поддержали высочайшие традиции военно-морской службы США
Оригинальный текст (англ.)
«For extraordinary heroism as Commanding Officer of a United States Submarine while that vessel was engaged in an aggressive and successful patrol against enemy Japanese in the Pacific War Area. Although operating in the presence of formidable concentrations of anti-submarine vessels, Lieutenant Commander Davenport pressed home a series of vigorous and persistent attacks which resulted in the sinking or damaging of an important amount of hostile shipping. Despite severe countermeasures on the part of the enemy, he brought his ship through many perilous encounters and his crew home without material damage or loss of life. His expert seamanship and cool courage in the face of great personal danger were in keeping with the highest traditions of the United States Naval Service.»

Запись к третьему кресту:

За выдающийся героизм на посту командира американской подлодки «Трепанг» в ходе седьмого военного патруля в контролируемых японцами водах на Тихом океане. Действуя с превосходным тактическим умением, коммандер Дэвенпорт поставил свой корабль в атакующую позицию и в ходе бесстрашной торпедной атаки с поверхности против вражеской поисковой группы миноносцев потопил один из японских эсминцев, затем в ходе образовавшегося замешательства провёл успешное отступление в надводном положении. Встретив два сильных вражеских конвоя он и его отважная команда провели точные и опустошительные атаки против вражеских кораблей потопив большое количество японских судов. Вдохновлённое лидерство и неукротимый боевой дух коммандера поддержали высочайшие традиции военно-морской службы США .
Оригинальный текст (англ.)
«For extraordinary heroism as Commanding Officer of the U.S.S. HADDOCK during the Seventh War Patrol in enemy Japanese-controlled waters in the Pacific War Area. With superb tactical skill, Commander Davenport maneuvered his ship into striking position and in a daring surface torpedo attack against a hostile destroyer search group, sank one of the Japanese warships then, during the ensuing confusion, carried out a successful surface retirement. Contacting two heavily escorted enemy convoys, he and his gallant command delivered accurate and devastating attacks against the hostile vessels, sinking a large amount of Japanese shipping. Commander Davenport’s inspiring leadership and indomitable fighting spirit were in keeping with the highest traditions of the United States Naval Service.»

Запись к четвёртому кресту:

За выдающийся героизм на посту командира американской подлодки «Трепанг» в ходе первого военного патруля во вражеских водах. Эффективно накрыв обширные области вражеских морских маршрутов, коммандер Дэвенпорт с неумолимой решимостью выслеживал надводные японские силы, искусно развивал свои атаки в высокоагрессивные торпедные атаки. Смело обстреливая эскортируемые вражеские конвои он руководил командой в ходе уничтожения несколько вражеских кораблей и продолжал осуществлять свою энергичные тактику в ходе ночных атак с поверхности против враждебных японских групп и потопил или серьёзно повредил несколько боевых кораблей, с тяжёлым артиллерийским вооружением, важных для продолжения войны врагом. Его доблестное руководство кораблём при избегании плотного вражеского противодействия, несмотря на низкую скорость «Трепанга» и хорошее освещение и отважный боевой дух всего экипажа корабля принесли капитану Давенпорту военно-морской службе США большую честь.
Оригинальный текст (англ.)
«For extraordinary heroism as Commanding Officer of the U.S.S. TREPANG during the First War Patrol of that vessel in enemy waters. Effectively covering wide areas of the enemy’s shipping routes, Commander Davenport tracked Japanese surface forces with relentless determination, skillfully developing his contacts into highly aggressive torpedo attacks. Boldly launching his fire against hostile escorted convoys, he directed his command in the destruction of several important enemy vessels and continued his vigorous tactics by a night surface attack against a Japanese task force to sink or damage severely combatant ships of heavy fire power and vital to the enemy’s sustained prosecution of the war. His valiant ship-handling in evading severe enemy countermeasures despite the TREPANG’s inferior speed and highly phosphorescent seas and the gallant fighting spirit of the entire ship’s company reflect the highest credit upon Commander Davenport and the United States Naval Service.»

Запись к пятому кресту:

За выдающийся героизм на посту командира американской подлодки «Трепанг» в ходе второго военного патруля в контролируемых японцами водах. Смело проникнув в порядок сильного вражеского эскорта чтобы предпринять серию ночных атак с поверхности коммандер Дэвенпорт запустил свои торпеды в эскортируемый конвой и непреклонно удерживал свои цели несмотря на активное противодействие врага и затопил значительное количество японского тоннажа. В ходе превосходно спланированного и блестяще проведённого боя «Трепанг» эффективно координировал свои действия с другими подлодками и в результате совместных огневых действий этих доблестных кораблей внёс вклад в уничтожение целого конвоя за три часа. Храбрый и искусный моряк коммандер Дэвенпорт своим убедительным и вдохновляющим лидерством в роли командира группы в большей степени ответственен за выдающийся успех жизненно важной и опасной миссии. Его храброе поведение и исключительная находчивость, проявленная при командовании, принесли большую честь ему и военно-морской службе США.
Оригинальный текст (англ.)
«For extraordinary heroism as Commanding Officer of the U.S.S. TREPANG during the Second War Patrol of that vessel in enemy Japanese-controlled waters. Daringly penetrating a strong hostile escort screen to deliver a series of night surface attacks, Commander Davenport launched his torpedoes into an escorted convoy, holding to his targets grimly in the face of heavy countermeasures and sinking an important amount of Japanese tonnage. During this excellently planned and brilliantly executed engagement, the TREPANG effectively coordinated her efforts with other submarines and, as a result of the combined firepower of these gallant ships, contributed to the destruction of the entire convoy within a period of three hours. A courageous and expert seaman, forceful and inspiring in his leadership, Commander Davenport, as Group Commander, was largely responsible for the outstanding success of this vital and hazardous mission. His gallant conduct and the exceptional combat readiness of his command reflect the highest credit upon Commander Davenport and the United States Naval Service.»